# Ulomoides dermestoides
Ulomoides dermestoides — вид жуків родини чорнотілок. Відомий у нетрадиційній медицині під назвами «жук-знахар» та «китайський жук». У природі зустрічається в Азії, широко культивується людиною.

## Опис
Жук невеликих розмірів: довжина 5 мм, ширина 1,5 мм. Доросла особина чорного кольору.
Розвиток, як і у інших жуків, з повним перетворенням. Від яйця до дорослої особини він триває протягом 6-7 тижнів.
Мешкає переважно у степах та пустелях. У природі це шкідник зернових культур та продуктів харчування.

## Використання в нетрадиційній медицині
У Китаї та Японії цього жука широко застосовують в народній медицині у сушеному подрібненому вигляді для лікування болів у спині, розладів системи органів дихання (кашель, астма). Жук привернув міжнародну увагу близько 2000 року, коли надійшли повідомлення з Аргентини та Бразилії щодо його можливих лікувальних властивостей. З того часу люди поширили цих жуків у багато країн, де вирощують у домашніх умовах. В альтернативній медицині пропонують споживати дорослих жуків живими, вважаючи, що це може вилікувати різноманітні хвороби, серед яких астма, діабет, хвороба Паркінсона, артрити, СНІД та рак.

## Медичні дослідження
Попри те, що у світі тисячі людей споживають цих жуків у великій кількості, медичне співтовариство на основі численних і різноманітних наукових досліджень не підтверджує цілющих властивостей жуків. Хімічні речовини, перш за все хінони, що виробляють жуки для захисту, здатні знищувати (завдяки цитотоксичності) як здоророві, так і ракові клітини. В екстракті, отриманому із жуків, виявлено 6 основних компонентів: міристинова, пальмітинова, олеїнова, лінолева кислоти, лимонен та естери. Результати лабораторних досліджень продемонстрували антивірусний ефект спиртових екстрактів U. dermestoides, що пояснюється наявністю сполук з протизапальною активністю, таких як олеїнова кислота та лимонен. Розведений екстракт цих жуків виявив протизапальні властивості, але при більш високих дозах переважають токсичні ефекти.
Вживання жуків у надмірній кількості може призводити до сейозних ускладнень зі здоров'ям, наприклад, до пневмонії. Тому існує медичне протипоказання вживання цього жука.